# Living for Music
Living for Music – debiutancki album norwesko-kenijskiej piosenkarki Stelli Mwangi, wydany 20 października 2008 roku nakładem wytwórni płytowej MTG Productions. Pierwszym singlem promującym wydawnictwo został utwór „Take It Back”.

## Lista utworów
Opracowano na podstawie materiału źródłowego.
1. „Living for Music” – 3:18
2. „Take It Back” – 3:45
3. „Radio Tuning” – 3:31
4. „Saturday Night” – 3:31
5. „Either Or” – 3:39
6. „Makelele Remix” (Feat. Iddyaziz)[4] – 3:53
7. „She Want” – 3:39
8. „Kool Girls” – 3:40
9. „The Dreamer” – 3:42
10. „Go Getta” – 3:35
11. „She Got It” – 2:40
12. „Problems” – 3:28
13. „Time for Myself” – 4:12